# بالني فيريس
بالني فيريس (بالمجرية: Pálné Veres) هي معلمة ونسوية مجرية، معروفة بدعمها لحقوق المرأة، فتحت أول مدرسة ثانوية للبنات في المجر، وأسست الرابطة الوطنية المجرية لتعليم النساء.

## الحياة
ولدت بالني فيريس في 13 ديسمبر عام 1815 في لازي، التي أصبحت جزءً من الإمبراطورية النمساوية فيما بعد. كان اسمها الأصلي هيرمين بينيكزي. وطبقًا للتقاليد المجرية، كتبت اسم زوجها بال فيريس بعد زواجها، وأضيف له «ني né» والتي تعني زوجة. كان والدها بال بينيكزي مالك أراضي بروتستانتي من عائلة من الأشراف في نوغراد، بينما جاءت أمها كارولينا ستورمان من عائلة صارت ثرية بالتجارة. كان جد فيريس، مارتون ستورمان، مجريًّا وطنيًّا وكرس نفسه للبروتستانتية. عندما صارت بالني بالغة، انتقلت إلى بيست، حيث قابلت وصادقت الكاتب إمري ماداش. توفيت بالني فيريس في بيست في 28 سبتمبر عام 1895.

## النضال
أسست بالني فيريس، بصفتها امرأة متعلمة بالفعل، أول مدرسة ثانوية لتعليم البنات في المجر عام 1869. كانت فلسفتها في هذا الأمر تدور حول أهمية تعليم الفتيات ليصبحن مكتفيات بذاتهن، وليتعلمن تقدير الثقافة الرفيعة وتجنب الوقوع في فخ الرفاهية، والتي قد تدمر حتى أكثر العائلات ثراءً. تعلمت الفتيات أن يصبحن ممثلات الإله في حياتهن الزوجية المستقبلية، وتجسيد المُثل المسيحية في سلوكهن.
انقسمت المدرسة إلى 11 فصلًا: أربع مستويات أساسية وأربع مستويات متوسطة وثلاث مستويات عليا. شمل المنهج الدراسي للمستويات العليا: التعليمات الدينية واللغة المجرية والأدب المجري والجماليات وعلم التربية وعلم الإنسان وعلم النفس والمنطق وتاريخ الحضارة (خاصة فيما يتعلق بشئون المرأة) والجبر والهندسة واللغة الألمانية واللغة الفرنسية والفنون اليدوية والموسيقى المعزوفة والصوتية والرياضة والرياضيات والرسم ومقايسة الأحجام.
أُحبطت بالني فيريس من معدل رحيل الطالبات العالي قبل المستويات العليا. لم تر العائلات البورجوازية والأرستقراطية فائدة من إكمال بناتهم التعليم في هذه المستويات أو بعد سن معين. نُظر إلى المستويات العليا أنها مفيدة للنساء اللاتي يرغبن في نيل وظيفة معلمة فقط. نجحت بالني فيريس في التأثير على البورجوزاية العليا والأرستقراطية وإقناعهم بفوائد التعليم عامة للأطفال من الجنسين.